# Carl August von Eschenmayer
Carl August von Eschenmayer (également: Adolph (Adam) Karl August (von) Eschenmayer, né le 4 juillet 1768 à Neuenbürg (Duché de Wurtemberg), mort le 17 novembre 1852 à Kirchheim unter Teck) était un médecin allemand, philosophe, et occultiste.

## Biographie
Eschenmayer fut élève de la Haute école Charles (de) de Stuttgart et étudiant aux Universités de Tübingen et de Göttingen. En 1796 à l'issue de son cursus de médecine à l'Université de Tübingen il devint médecin praticien à Kirchheim, et également, médecin consultant à la Cour. En
1811 il fut recruté par l'Université de Tübingen en tant que professeur à titre extraordinaire pour l'enseignement de la médecine ainsi que de philosophie et en 1818 il fut nommé professeur en titre, de philosophie pratique. En 1812 il était décoré de la croix de l'ordre de chevalier de l'état de Württemberg, ce qui conférait un titre de nobilité à vie; en 1820 lui était remise la croix de chevalier de la couronne de ce même état de Württemberg.

## Accomplissements
Eschenmayer est un contemporain et correspondant de Schelling. Il écrit dans la Revue de physique spéculative éditée par ce dernier. Il s'est attaché à la critique en particulier de la philosophie de Schelling sur l'identité (Schelling le lui demandant d'ailleurs), mais aussi des enseignements de Friedrich Heinrich Jacobi. Jacobi essayait de « surpasser la pensée discursive et l'athéisme des Lumières et d'expliquer par l'expérience religieuse du surnaturel les fonctions intuitives et la connaissance directe »
Eschenmayer le rejoint : « La connaissance apparaît en premier lieu au sein de l'absolu, ou elle s'identifie avec le connu… Ce qui se trouve au-delà de ce point ne peut pas être connu, autrement qu'en tant que simplement sensation, ou par l'acceptation. »
Eschmeyer a conduit Schelling à repenser sa philosophie pour l'acceptation d'une dualité. Ceci autorisa Schelling quoi qu'il en soit de toutes les polémiques à l'encontre d'Eschenmayer, de mener à bien sa critique de la philosophie de l'identité avec Hegel.

## Ouvrages
- La philosophie dans son passage à la non-philosophie (Die Philosophie in ihrem Ubergange zur Nichtphilosophie) (1803)
- Versuch die scheinbare Magie des thierischen Magnetismus aus physiologischen und psychischen Gesetzen zu erklären (1816)
- System der Moralphilosophie (1818)
- Psychologie in drei Theilen, als empirische, reine, angewandte (1817, 2. Aufl. 1822)
- Religionsphilosophie (3 Bände, 1818-1824)
- Die Hegel'sche Religionsphilosophie verglichen mit dem christl. Princip (1834)
- Der Ischariotismus unserer Tage (1835)
- Konflikt zwischen Himmel und Hölle, an dem Dämon eines besessenen Mädchens beobachtet (1837)
- Grundriss der Naturphilosophie (1832)
- Grundzüge der christl. Philosophie (1840)
- Betrachtungen über den physischen Weltbau (1852)
- Du vrai concept de la philosophie de la nature et de la bonne manière d'en résoudre les problèmes. Philosophie et religion. Recherches philosophiques sur l'essence de la liberté humaine et les questions connexes. Objections d'Eschenmayer contre les recherches, reponses de Schelling